# Szalosz seudot
Szalosz seudot (hebr. ‏שָׁלוֹשׁ סעודות‎, (jid.) szałesszudes, szałeszydes = trzy posiłki) – w judaizmie, wprowadzony przez tradycję talmudyczną zwyczaj jadania trzech posiłków podczas świętowania szabatu. Pierwotnie, podobnie jak w każdy dzień, spożywano tylko dwa posiłki – jeden w piątek wieczorem (erew szabat), a drugi w sobotnie przedpołudnie. Ów dodatkowy, trzeci posiłek (hebr. ‏סעודה שלישית‎; seuda szliszit = trzeci posiłek), przypada na późne popołudnie w sobotę. Trzeci posiłek był czasem także zwany szalosz seudot. Posiłek miał formę lekkiej przekąski i nie poprzedzał go kidusz. Wśród chasydów w Polsce nabrał on szczególnego charakteru. Zwolennicy danego cadyka zebrani z nim przy stole słuchali jego nauk, a także oddawali się radosnej medytacji mistycznej. Przeciągali trwanie tego posiłku, by wydłużyć czas szabatu, gdyż uznawali, że na jego czas dusze potępionych uwalniane są z Gehenny. 